# ファーストミッション (2022年の映画)
『ファーストミッション』は、2022年5月6日に公開された日本の自主映画である。
アクション俳優・真青ハヤテが自ら企画、脚本、総監督を務め、資金の一部をクラウドファンディングで調達した。上映時間82分。4日間で撮影を終えている。
真青ハヤテは小玉百夏とともに主演を務めている。

## あらすじ
廣瀨佳と青は千葉県船橋市に住んでいる兄妹。両親は既に他界していて、兄・青が妹・佳を大切に育ててきた。
ある日、バイオテロ計画を実行しようとする悪の組織が船橋市に現れ、廣瀨兄妹が愛する故郷の平和が脅かされる事態に見舞われる。
実は、佳と青は、いにしえより船橋市を守ってきた廣瀨一族の末裔。彼らは、万が一の場合故郷を守るため密かに稽古に励んできた。
一族の中でもずば抜けた能力を持つ青。しかし、深傷を負ってしまい任務を全うできなくなってしまう。万事休すと思われたその時、まだ1度も任務に出たことがない佳が「私にやらせて…」と立ち上がる。

## キャスト

### 廣瀨兄妹
廣瀨佳
演 - 小玉百夏
青の妹。
廣瀨青
演 - 真青ハヤテ

### 周辺人物
- 稲荷B介：津枝しんぺい
- アンフィルミエール・アテネ・ミミカ・ミミカガーベ・ビィートンハンバン・トエル・ロンファームジュリア＝ロレ＝ヴェルディ樹里：長野じゅりあ
- ビルス(純・ハメド)：小林純也
- 安室涼：中嶋涼子
- バディ河田：川口貴弘
- 赤田朱：関田安明
- 白：伊澤彩織
- 寧音：絢寧
- 音豆：本間汐莉
- 玲音：秋山玲奈
- 奈津音：安藤奈津美
- KANKO：かんこ
- 成先生：成瀬優和
- ミツルギ：渡辺満
- 飛雄：石飛雄太
- GO：福本豪
- タイガー・ヤン：児玉純一
- ミッキー：池田光輝
- TARO：中谷太郎
- アリ：山下あこ
- エコ：奥住枝里
- 紫竜：紫竜
- 島野知也：島野知也
- シンコン：寒川守
- ファルコン将軍：太三
- ナラシロ：藤代善之
- インディ：大仏見富士
- デビルメンディ：メンディ･ゲルボデ(Mandy Gerbode)
- 護衛：小原和也、ASUKA、林隼太朗、高嶋宏一朗

### エキストラ
廣瀨太一、林知美、メガン・ボーケ(Megan Bourke)

### 特別出演
- プロデューサー：高岡ゆきえ
- BJ先生：松崎史也
- 秘書：津上理奈、いしひろの
- 廣瀨先祖：谷藤外吉、平田洋三、中山幹夫

## スタッフ
- 企画・脚本・総監督：HAYATE
- アクティング監督・脚本協力：中山剛平
- アクション監督：雲雀大輔
- 助監督：三川岬
- 撮影 : 神田創
- プロデューサー：川口貴弘（Bridge arch）、HAYATE
- 協力プロデューサー：鈴木秀峰
- 照明：丸山和志
- 録音：古茂田耕吉
- VFX：渡邊広樹
- 美術・メイク・衣装：鈴木貴代
- 整音・音響効果：北摂サウンドプロダクション
- 音楽：原夕輝
- 編集：中山剛平、神田創、雲雀大輔、HAYATE
- 制作：内山友貴、斎藤鮎見、大仏見富士
- 共同企画：HAYATE、小林純也（脳卒中フェスティバル）
- 製作・配給：疾風企画、ファーストミッション実行委員会
- 主題歌：「挑魂英雄（チャレンジヒーロー）」

歌唱：STROKERS（小林純也・高根宗聡）with 廣瀨兄妹
作詞／作曲：STROKERS・HAYATE

## 映画祭など
- ゆうばり国際ファンタスティック映画祭2022[6]
- Golden Harvest Film Festival 2022 - Best Comedy、Best Action[7][8]
- 日本コメディ映画祭 大阪公演（2022年） - 優秀作品賞[9]
- 沖縄NICE映画祭（2023年） - 撮影賞[10]
- 第12回茅ヶ崎映画祭（2023年）[11]